# Vereux
Vereux település Franciaországban, Haute-Saône megyében. Lakosainak száma 204 fő (2022. január 1.). Vereux Denèvre, Autet, Beaujeu-Saint-Vallier-Pierrejux-et-Quitteur, Dampierre-sur-Salon, Montot, Montureux-et-Prantigny és Oyrières községekkel határos.

## Népesség
A település népessége az elmúlt években az alábbi módon változott:
| Lakosok száma | 241  | 230  | 252  | 227  | 223  | 219  | 214  | 210  | 204  |
|               | 2013 | 2015 | 2016 | 2017 | 2018 | 2019 | 2020 | 2021 | 2022 |